# Видозеро
Видозеро — пресноводное озеро на территории Кривопорожского сельского поселения Кемского района Республики Карелии.

## Общие сведения
Площадь озера — 1,6 км². Располагается на высоте 92,0 метров над уровнем моря.
Форма озера продолговатая: оно вытянуто с северо-востока на юго-запад. Берега изрезанные, каменисто-песчаные, местами заболоченные.
Через озеро протекает Видречка, вытекающая из озера Кармы и впадающая в Авнереку. Последняя впадает в реку Кемь.
Код объекта в государственном водном реестре — 02020001011102000006271.